# Rahzel
Rahzel, pseudonimo di Rahzel Manely Brown (New York, 6 ottobre 1964), è un rapper, beatmaker e beatboxer statunitense, soprannominato "The human beatbox", "The undisputed beatbox champion of the world", "The godfather of noyze" (il padrino del "rumore").
Rahzel è in grado, con il solo suono della bocca, di imitare non solo le classiche percussioni, ma anche il basso, i loop di condimento, cantandoci sopra ed in contemporanea. Si autodefinisce un percussionista vocale (vocal percussionist), attualmente è l'esponente di spicco di quella che viene definita la Quinta disciplina dell'hip hop, ovvero il beatboxing.

## Biografia
Cresce a New York, nutrendo grande ammirazione verso il cugino Rahim, tra i membri fondatori dei Furious Five, gruppo strettamente connesso a Grandmaster Flash, da cui mutuerà l'amore per l'hip hop.
Rahzel viene da una famiglia in ristrettezze economiche, come molte nel quartiere, la spinta verso la realizzazione del suo desiderio di fare hip hop non viene fermata dalla mancanza di soldi: fervida fantasia ed una mano davanti alla bocca, ecco il beat su cui gli amici rappano. Lui stesso racconta di essersi allenato a tal punto che chiunque lo avesse ascoltato ad occhi chiusi avrebbe avuto l'impressione di trovarsi di fronte ad una live band o ad una radio. I suoi miti da seguire sono i maestri della old school come Biz Markie, Buffy dei Fat Boys, Al Jarreau e Doug E. Fresh.
L'affermazione come talento indiscusso lo porta all'adesione al gruppo The Roots capitanato dal rapper Black Thought. L'esperienza con il gruppo di Filadelfia lo potenzia sensibilmente: all'interno della band c'è grande rispetto tra i membri, e tutti lo ammirano prima come persona e poi come artista, e così fa lui con gli altri componenti. La rivista musicale The Source scrive di Rahzel come di un artista con una visione polichromatic (multicolore) dell'hip hop.
Nel 1999 esce il suo primo disco solista, Make The Music 2000 la cui particolarissima cover mostra la testa di Rahzel all'interno della valigetta di una drum machine. Vi partecipano artisti come Aaron Hall, Q-Tip, Black Thought e Pete Rock. Il disco è una vera e propria rivelazione nell'underground, aprendo le porte del grande pubblico sul beatbox e sul suo significato. Il singolo principale è All I Know.
Nel 2003 e 2004 escono due versioni di Rahzel's Greatest Knockouts, raccolta di materiale inedito, estratti live e spezzoni in studio. Vi partecipano artisti come KRS-One, RZA, Black Thought. Nel frattempo Rahzel tiene continuamente live shows, supportato spesso dal DJ JS-1 si cimenta in esibizioni live. Storica la battaglia con DJ Scribble, che ha battuto servendosi soltanto della bocca, lui contro un'intera consolle ed un DJ dietro di essa.
Famose sono anche le apparizioni come presentatore al Red Bull Bc One 2004, 2005 e 2010.

## Discografia
- Make The Music 2000 (1999)
- Rahzels Greatest Knockouts (2003)